# 예브게니 프리마코프
예브게니 막시모비치 프리마코프(러시아어: Евгений Максимович Примаков, 문화어: 예브게니 막씨모비치 쁘리마꼬브, 1929년 10월 29일 ~ 2015년 6월 26일)는 러시아의 정치인이자 외교관이다. 러시아 외무부 장관, 러시아의 총리, 소련 최고평의회의 하원격인 민족회의의 마지막 의장, 러시아 대외정보국 국장으로 재직했다. 프리마코프는 학자 (아랍학자)이자 러시아 과학 아카데미 상임 간부회 회원이기도 했다.

## 젊은 시절
프리마코프는 우크라이나 키예프에서 태어나 그루지야의 수도인 트빌리시에서 성장했다. 프리마코프의 가계와 초기 어린시절은 분명치 않으며, 그의 아버지에서는 대해 알려진 바가 없다. 그의 아버지는 소련 대숙청 때에 탄압 받았던 것으로 추측된다. 프리마코프가 입양아라는 설도 있다.
그는 모스크바 동양학대학을 1953년에 졸업했으며 모스크바 대학교에서 대학원 수업을 받았다. 1956년에서 1970년까지 소비에트 라디오의 저널리스트와 프라우다 신문의 중동 특파원으로서 활동하였다. 이 시기에 그는 코드명 MAKSIM이란 이름으로 국가보안위원회 첩보원 (co-optee)로서 중동과 미국에 정보 임무를 띄고 보내졌다.

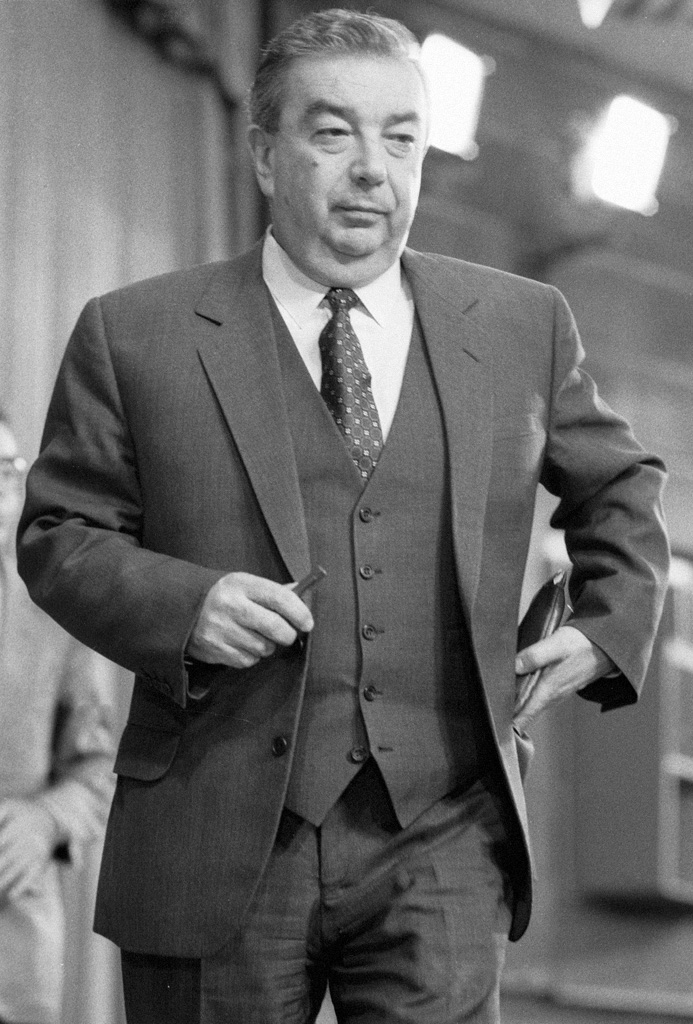
소련 중앙 정보부장 시절의 프리마코프

## 초기 정치 경력
프리마코프는 1962년에 과학회에 세계 경제와 국제 관계 연구소의 상급 연구원이 되었다. 1970년 12월 30일부터 1977년까지 소련 과학 아카데미의 세계 경제와 국제 관계 연구소의 차장으로 재임했다. 1977년부터 1985년까지 소련 과학 아카데미 동양학 연구소의 이사였으며, 소비에트 평화위원회, 국가보안위원회 외국 선전 전선 기구의 초대 부의장이었다. 1985년에 그는 세계 경제와 국제 관계 연구소로 돌아와 1989년까지 이사로 재임하였다.
프리마코프는 1989년에 두 소비에트 의회 중의 하나인 연합 위원회 의장으로 정치에 참여한다. 1990년부터 1991년까지는 소련 대통령이었던 미하일 고르바초프의 대통령 위원회원이었다. 걸프 전쟁 전에 고르바초프의 이라크 특사로서 재임하였으며, 사담 후세인과 면담을 하였다. 1991년에 8월 쿠데타가 실패한 이후에는 국가보안위원회의 초대 부의장으로 임명되었다. 소련이 해체되고 러시아 연방이 세워진 이후에는 해외정보국의 원장으로 1991년부터 1996년까지 재임하였다.

## 외무장관 시절

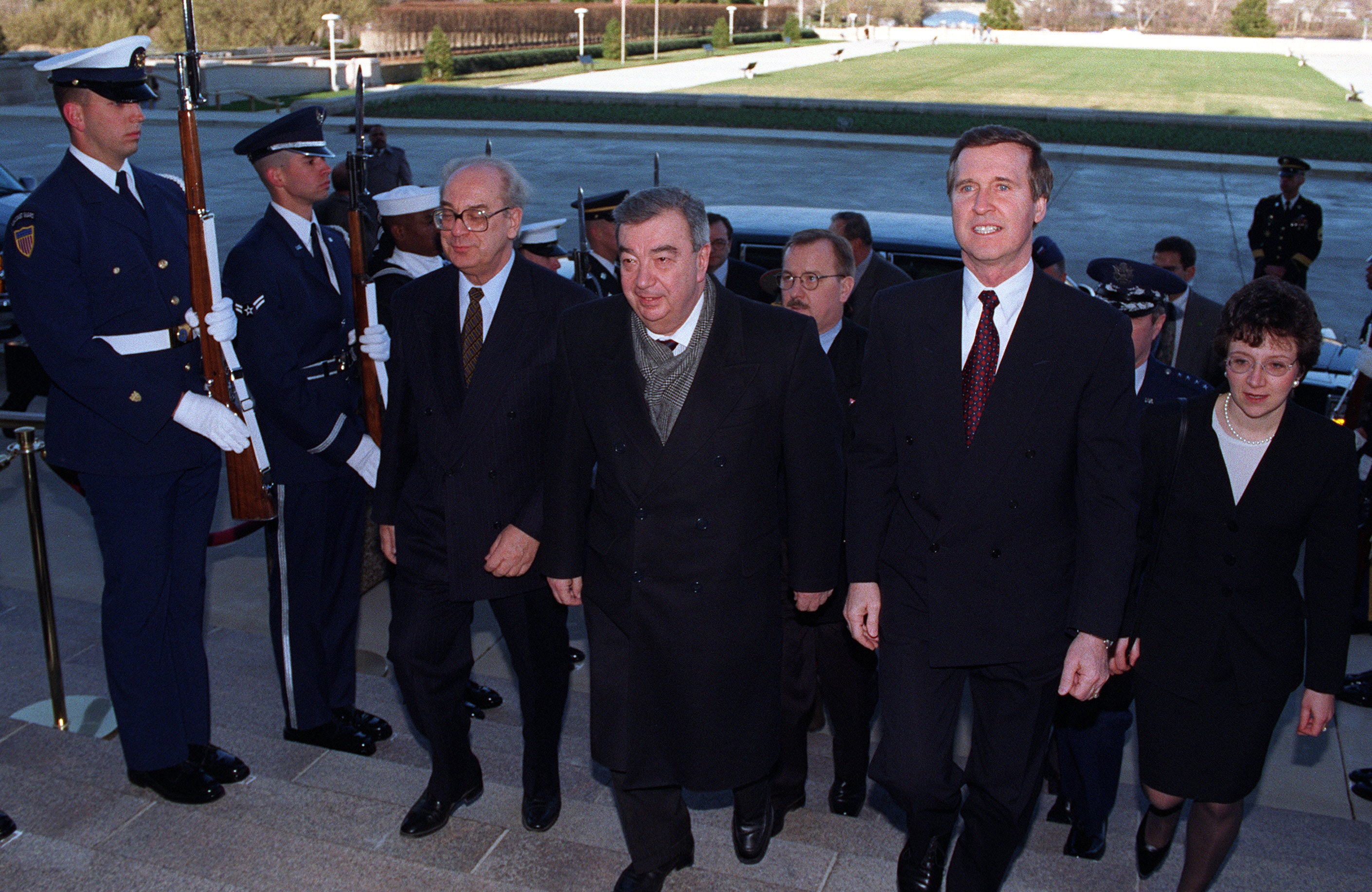
펜타곤에 도착한 프리마코프

프리마코프는 1996년 1월 러시아 외무부 장관이 되어 1998년 9월까지 장관직에 있었다. 장관 재직 동안 그는 뛰어난 협상력을 발휘, 러시아는 물론 해외에서까지 명성을 얻게 된다.
프리마코프는 미국이 주도하는 세계 질서에 맞서 다극주의를 주창한 것으로 유명하다.
그는 나토가 동구권으로 세력을 확대하는 것을 강하게 반대하며 러시아의 국익에 있어서는 강경한 모습을 보였으나, 1997년 5월 해당 문제를 두고 나토와 협상을 벌이는 등, 실용주의 노선을 따랐다.

## 총리 시절
1998년 9월 10일, 두 차례에 걸친 빅토르 체르노미르딘 총리 후보자 인준 표결이 모두 실패로 돌아가자 보리스 옐친 대통령은 프리마코프를 총리로 지명하였고, 바로 다음날 국가 두마는 총리 인준 동의안 표결에서 러시아 연방 공산당의 찬성을 포함해 찬성 315표, 반대 63표의 압도적인 표차로 프리마코프를 총리로 인준했다. 9월 16일, 구 소련 관료가 많이 포함된 프리마코프 내각의 성격을 '공산당의 복수' 또는 '개혁의 후퇴'라는 보도들이 잇다르자, 프리마코프는 이러한 우려를 일축하며 "새 내각은 개혁 추진에서 후퇴하지 않고 세금 개혁이나 밀린 임금을 지급하는 등 좀 더 인간적이고 사회적인 분야에 집중할 것" 이라고 발표했다.

같은 해 12월 22일, 프리마코프는 인도를 방문, '냉전 이후 미국 중심의 국제 질서'에 맞서 중화인민공화국과 인도, 그리고 러시아가 삼각 관계를 구축할 것을 제안하였다.
1999년 3월 24일, 미국 방문을 위해 비행기로 날아가던 중 프리마코프는 북대서양 조약 기구의 유고슬라비아 공습 소식을 듣고 이에 반발하는 표시로 즉각 비행기를 회항하라고 지시하였는데, 이로 인해 한동안 미-러 관계가 급격히 악화되기도 하였다.
프리마코프는 북대서양 조약 기구의 유고슬라비아 공습을 '중대한 역사적 실수'라고 강하게 비판했으며 그의 대서양 회귀는 러시아가 친서방 노선을 버리는 대외정책 전환의 분수령이 됐다.
1999년 5월 12일, 옐친 대통령은 프리마코프를 전격 해임하고, 후임으로 세르게이 스테파신을 지명하였다. 옐친 대통령은 9개월만에 총리를 해임한 이유에 대해 "프리마코프 내각이 전술적인 과제들은 수행했지만 경제상황은 호전된 게 없다"고 밝히며, 해임 사유를 밝혔다. 또한, 그는 스테파신 총리 지명자에 대해서는 프리마코프 총리도 동의한 것이라면서 "새로운 총리가 내각의 활동에 꼭 필요한 활력과 에너지를 주게될 것"이라고 말했다.
그러나, 여론 조사 기관 «Общественное мнение»가 긴급 실시한 여론조사 결과 프리마코프 해임에 반대하는 여론이 81%를 차지했으며, 대다수의 국민들은 프리마코프 내각이 그동안 정치권 안정을 달성한 것은 물론, 루블화 안정, 국가 파산 방지 등 경제면에서도 적지 않은 치적을 남겼다는 견해를 보여 '탄핵 위기에 몰린 옐친 대통령이 총리 교체를 통해 정치적 위기에서 벗어나려는 것이 아니냐'라는 비판이 일기도 하였다.

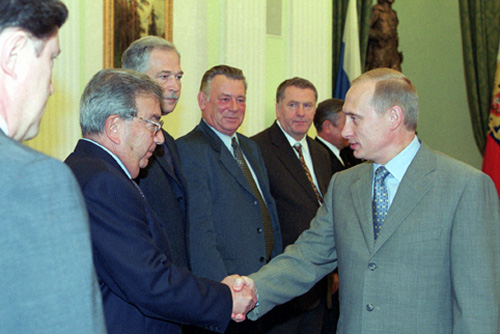
블라디미르 푸틴과 함께

## 국회의원 시절
1999년 8월 17일, 프리마코프는 정계 복귀를 선언하였고, 조국- 전 러시아 연합의 의장으로 선출되었다.
이후 그는 1999년 12월 19일, 국가 두마 의원으로 선출되었고, 그의 당은 총선에서 3위를 기록했다.
2003년, 그는 블라디미르 푸틴 대통령의 특사로 임명되어 이라크를 방문하였는데, 이때 사담 후세인을 만나 WMD(대량 살상 무기)가 있는 것으로 의심받는 모든 시설을 유엔 사찰단에게 공개할 것을 제안했다.
프리마코프는 2004년 11월 30일, 네덜란드 헤이그 국제형법재판소에서 유고슬라비아 전쟁 전범으로 기소된 슬로보단 밀로셰비치의 변호를 맡았다. 이 자리에서 그는 '코소보 내전의 책임이 밀로셰비치가 아닌 독일과 코소보 분리주의자들에게 있다'고 주장했으며, UN의 승인 없이 나토가 독단적 개입을 했다며 나토를 비판하였다.
의원 선출 이후 프리마코프는 2001년부터 2011년까지 러시아 상공회의소 회장을 맡았다.
2011년, 프리마코프는 러시아 상공회의소 회장직을 사임하였고, '두 번에 걸쳐 러시아 상공회의소 회장을 맡았으니, 그것으로 충분하다'라는 말을 남겼으며, 후임으로는 세르게이 카티린이 선출되었다.
2012년 11월 23일에 프리마코프는 주식회사 «РТИ»의 이사회 의장이 되었다.

## 사망
2015년 6월 26일 프리마코프는 지병으로 사망하였다. 프리마코프의 손자 예브게니 산드로는 현지 리아 노보스티 통신에 "할아버지가 돌아가셨다."고 확인했다. 블라디미르 푸틴 대통령은 드미트리 페스코프 공보비서를 통해 "프리마코프 전 총리는 위대한 관료이자 학자이고 정치인이었다."고 추모하면서 고인의 유족들에게 깊은 조의를 표했으며, 세르게이 라브로프 외무장관 역시 "프리마코프가 1998년의 경제위기를 극복하는데 결정적 기여를 했다."고 평가했다.

## 참고 자료
- Yevgeny Primakov's Project Syndicate op/eds